# André Bernanose
Pour les articles homonymes, voir Bernanose.
André Bernanose (17 juin 1912 à Nancy - 18 mars 2002 à Nancy) est un centralien, physicien, chimiste et pharmacologue français.

## Biographie
André Bernanose est diplômé de l'École centrale Paris (Promotion 1934). Il a étudié la chimiluminescence durant la fin des années 1940 - début des années 1950, ce qui l'a amené à découvrir l'électroluminescence. Il est à ce titre considéré comme le père de la diode électroluminescente organique (OLED).

## Sources
- Biographie
- Nécrologie